# Пилипенко Федір Якович
Федір Якович Пилипенко (нар. 1728 — пом. після 1767) — переяславський та київський полковий осавул.

## Біографія
Народився в родині переяславського полкового осавула Якова Михайловича Пилипенко.
З 1758 по 1763 рр. військовий канцелярист Генеральної Військової Канцелярії. З 1769 по 1774 рр. переяславський полковий осавул. В 1781 р. київський полковий осавул.

## Родина
Був одружений з Мариною Степанівною Ілляшенко, донькою переяславського полкового хорунжого Степана Івановича Ілляшенко.
Син Іван в 1781 р. значковий товариш